# Erica pellucida
Erica pellucida är en ljungväxtart som beskrevs av Gábor Gabriel Andreánszky. Erica pellucida ingår i släktet klockljungssläktet, och familjen ljungväxter. Inga underarter finns listade i Catalogue of Life.